# صبير أكبر
صبير أكبر (الاسم العلمي:Opuntia maxima) هو نوع من النباتات يتبع جنس الصبير من الفصيلة الصبارية.